# بني يخلف (عمالة المحمدية)
بني يخلف هي قرية مغربية غرب المملكة. تقع بني يخلف بعمالة المحمدية، 15 كلم شمالي الدار البيضاء. تضم بني يخلف 29.723 نسمة (إحصاء 2004).